# Рогачин
Рогачи́н — село в Україні, у Нараївській сільській громаді Тернопільського району Тернопільської області. Розташоване на річці Нараївка, на заході району. До 5 квітня 2019 року  адміністративний центр колишньої Рогачинської сільської ради, якій було підпорядковане с. Волиця. До Рогачина приєднано хутір Гута Скляна. 
Населення — 857 осіб (2007). Дворів — 224.
Поблизу села є Рогачинське родовище піску, а також пам'ятки природи місцевого значення — Рогачинський бук та Рогачинський бук лісовий.
На історичному гербі села зображений оленячий ріг (герб є промовистим).

## Географія

### Клімат
Для села характерний помірно континентальний клімат. Рогачин розташований у «холодному Поділлі» — найхолоднішому регіоні Тернопільської області.
| Клімат Рогачина           | Клімат Рогачина | Клімат Рогачина | Клімат Рогачина | Клімат Рогачина | Клімат Рогачина | Клімат Рогачина | Клімат Рогачина | Клімат Рогачина | Клімат Рогачина | Клімат Рогачина | Клімат Рогачина | Клімат Рогачина | Клімат Рогачина |
| Показник                  | Січ.            | Лют.            | Бер.            | Квіт.           | Трав.           | Черв.           | Лип.            | Серп.           | Вер.            | Жовт.           | Лист.           | Груд.           | Рік             |
| Середній максимум, °C     | −1,3            | 0,0             | 4,9             | 12,9            | 18,9            | 22,0            | 23,3            | 22,7            | 18,5            | 12,7            | 5,6             | 0,7             | 11              |
| Середня температура, °C   | −4,2            | −2,8            | 1,4             | 8,1             | 13,6            | 16,7            | 18,0            | 17,3            | 13,5            | 8,2             | 2,7             | −1,8            | 7               |
| Середній мінімум, °C      | −7,1            | −5,6            | −2,1            | 3,4             | 8,3             | 11,5            | 12,8            | 12,0            | 8,5             | 3,8             | −0,1            | −4,2            | 3               |
| Норма опадів, мм          | 33              | 32              | 34              | 50              | 78              | 92              | 96              | 72              | 56              | 40              | 38              | 42              | 663             |
| ------------------------- | --------------- | --------------- | --------------- | --------------- | --------------- | --------------- | --------------- | --------------- | --------------- | --------------- | --------------- | --------------- | --------------- |
| Джерело: climate-data.org |                 |                 |                 |                 |                 |                 |                 |                 |                 |                 |                 |                 |                 |

## Преісторія
Поблизу села виявлено археологічні пам'ятки періоду неоліту.

## Історія
Перша писемна згадка — середина 15 ст. як власність Б. Нарайовського. Від 1578 — власність Єроніма Сенявського, який сприяв наданню королем населеному пункту міських прав. За часів Сенявських у Рогачині заклали скляну гуту, вироби якої мали збут не тільки в Галичині.
У межах сучасного села були три самостійні поселення: Рогачин-село, Рогачин-місто та Гута (1944 спалена).
Діяли 2 товариства «Просвіта», інші українські організації.
12 червня 2020 року, відповідно до розпорядження Кабінету Міністрів України № 724-р «Про визначення адміністративних центрів та затвердження територій територіальних громад Тернопільської області» увійшло до складу Нараївської сільської громади.
19 липня 2020 року, в результаті адміністративно-територіальної реформи та ліквідації Бережанського району, село увійшло до складу Тернопільського району.

## Політика

### Парламентські вибори, 2019
На позачергових парламентських виборах 2019 року у селі функціонувала окрема виборча дільниця № 610044, розташована у приміщенні школи.
Результати
- зареєстровано 594 виборці, явка 54,71%, найбільше голосів віддано за «Слугу народу» — 41,80%, за Всеукраїнське об'єднання «Батьківщина» — 13,93%, за «Європейську Солідарність» — 13,00%[4]. В одномандатному окрузі найбільше голосів отримав Володимир Кісілевич (Слуга народу) — 30,12%, за Івана Чайківського (самовисування) — 26,71%, за Тараса Юрик (Європейська Солідарність) — 19,88%[5].

## Пам'ятки
Є церкви Пресвятої Богородиці-Владичиці України (1934, реставр. 1995) та святого Юрія (1956, кам.), «фігура» Божої Матері.
Споруджено пам'ятники Б. Хмельницькому (1955), воїнам РА (1967), братську могилу воякам УПА, насипано символічну могилу на місці таборування підрозділів УПА, де у вересні 1944 відбувся бій між повстанцями та підрозділом НКДБ (1992), встановлено пам'ятний хрест на честь скасування панщини.
Є братська могила радянських воїнів, розташована в центрі села. Поховані 2 невідомі солдати. На могилі встановлена надмогильна плита, на ній обеліск 3 м заввишки, який завершується п'ятипроменевою зіркою.

## Соціальна сфера
Працює загальноосвітня школа І-III ступенів, 2 клуби, бібліотека, ФАП, дошкільний заклад, відділення зв'язку, (підрозділ ТзОВ «Декор»), 3 торгові заклади.

## Відомі люди

### Народилися
- Дуткевич Ярослав Юліанович (1984—2022) — солдат Збройних сил України, учасник російсько-української війни.
- Степан Іваницький — український господарник, заслужений лісівник України
- Д. Павлів — український господарник
- Василь Чорний — український футболіст

## Галерея

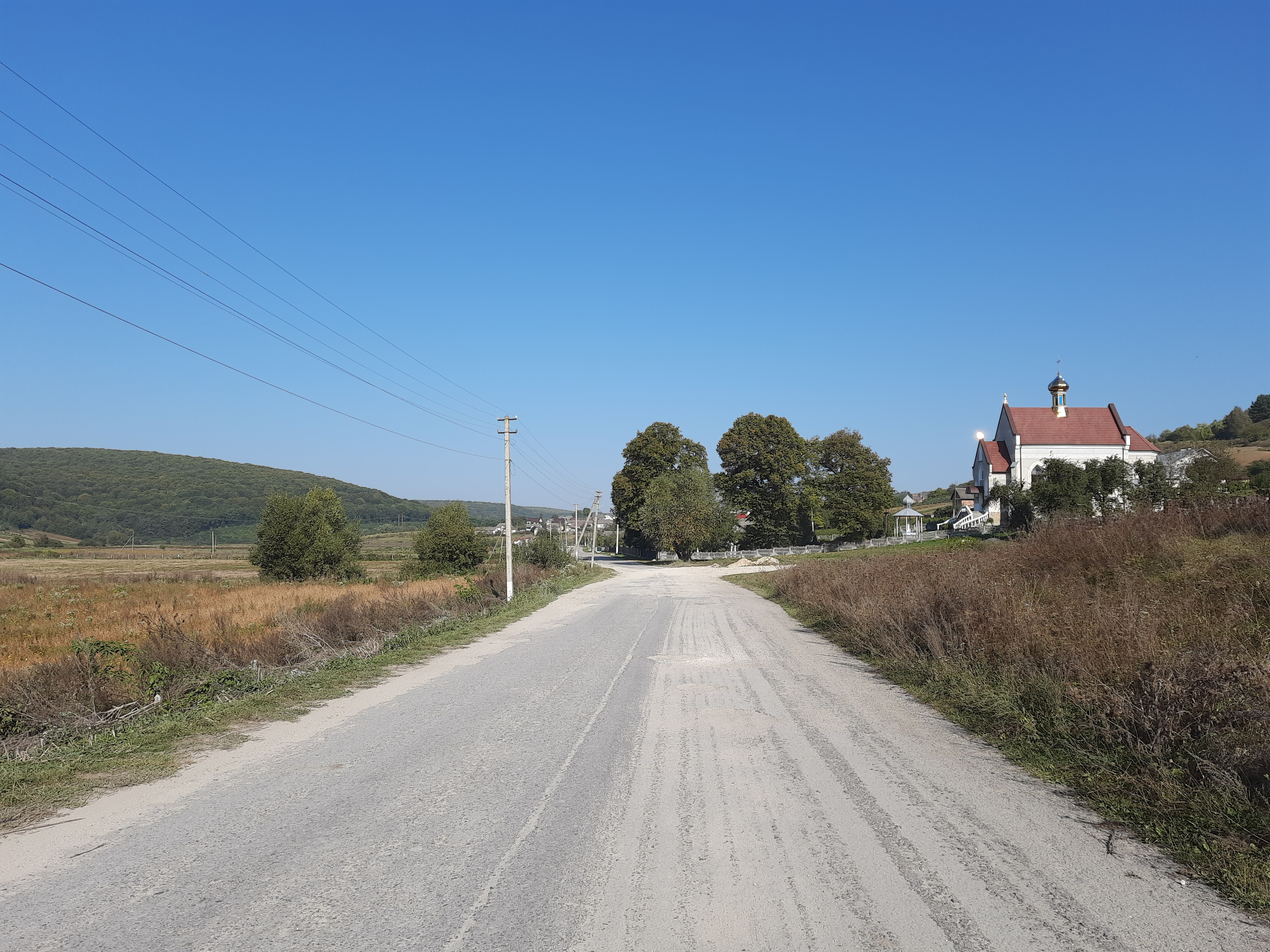
Дорога на село
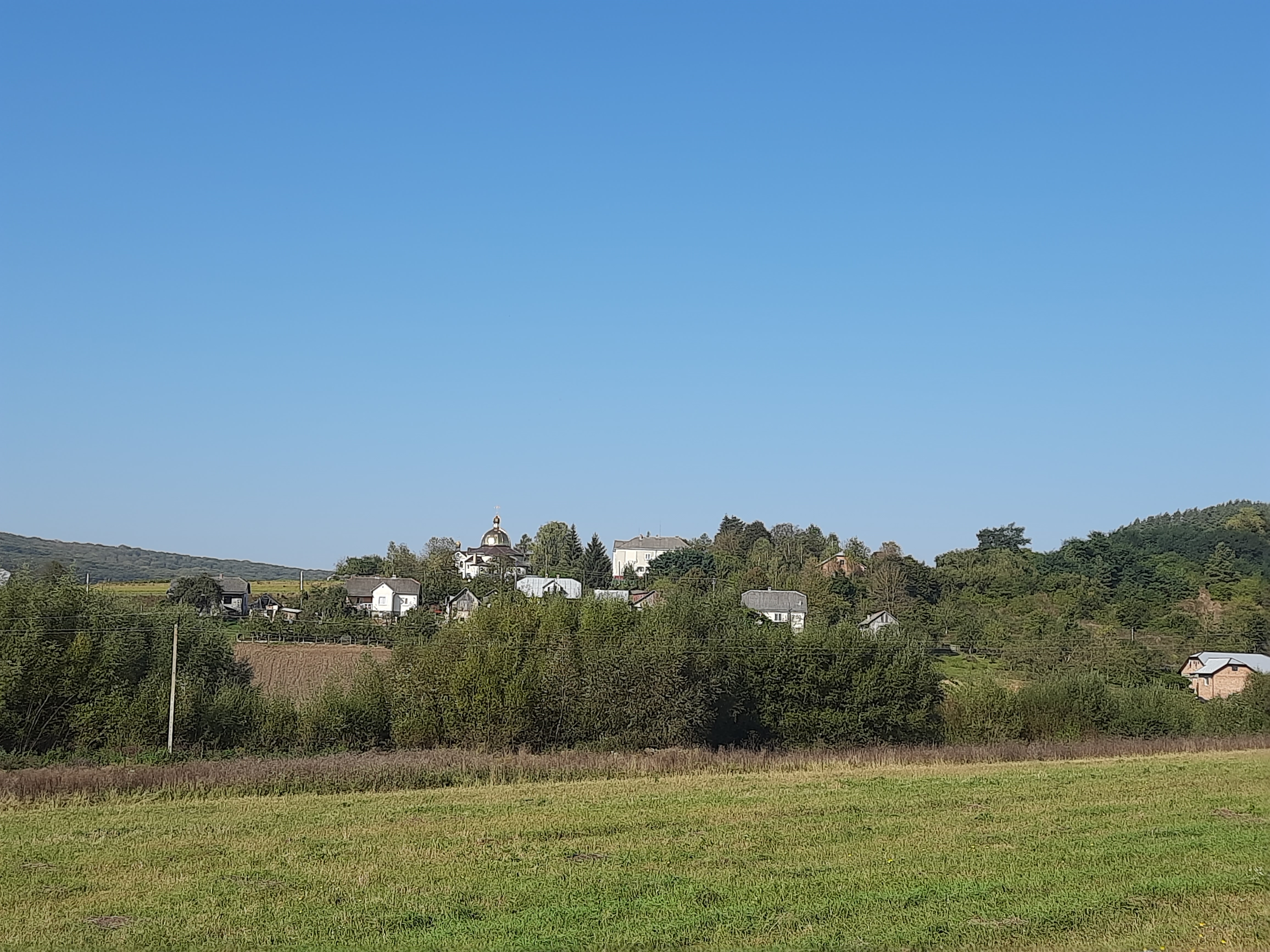
Вигляд на село з пагорба
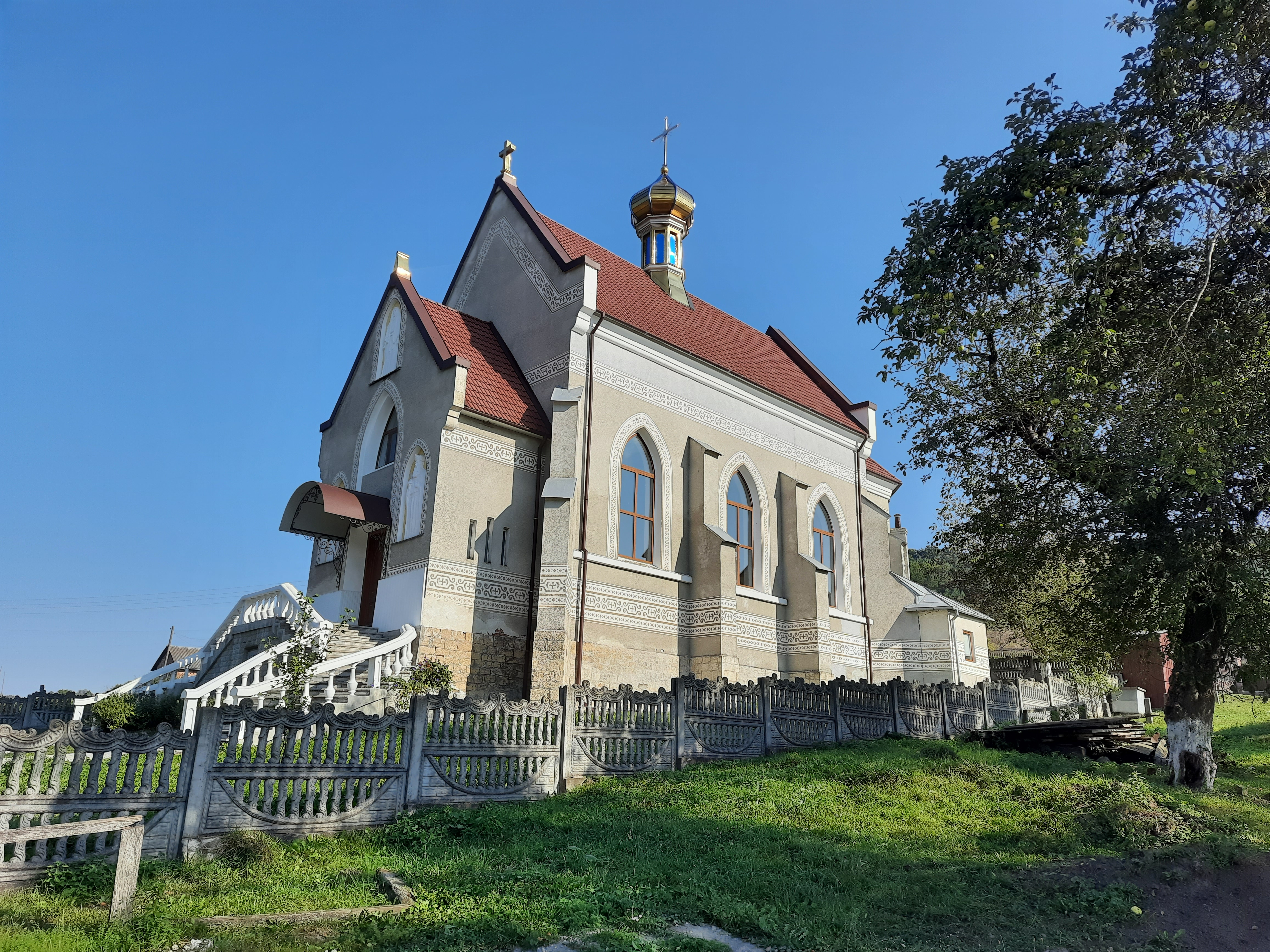
Церква Пресвятої Богородиці-Владичиці України
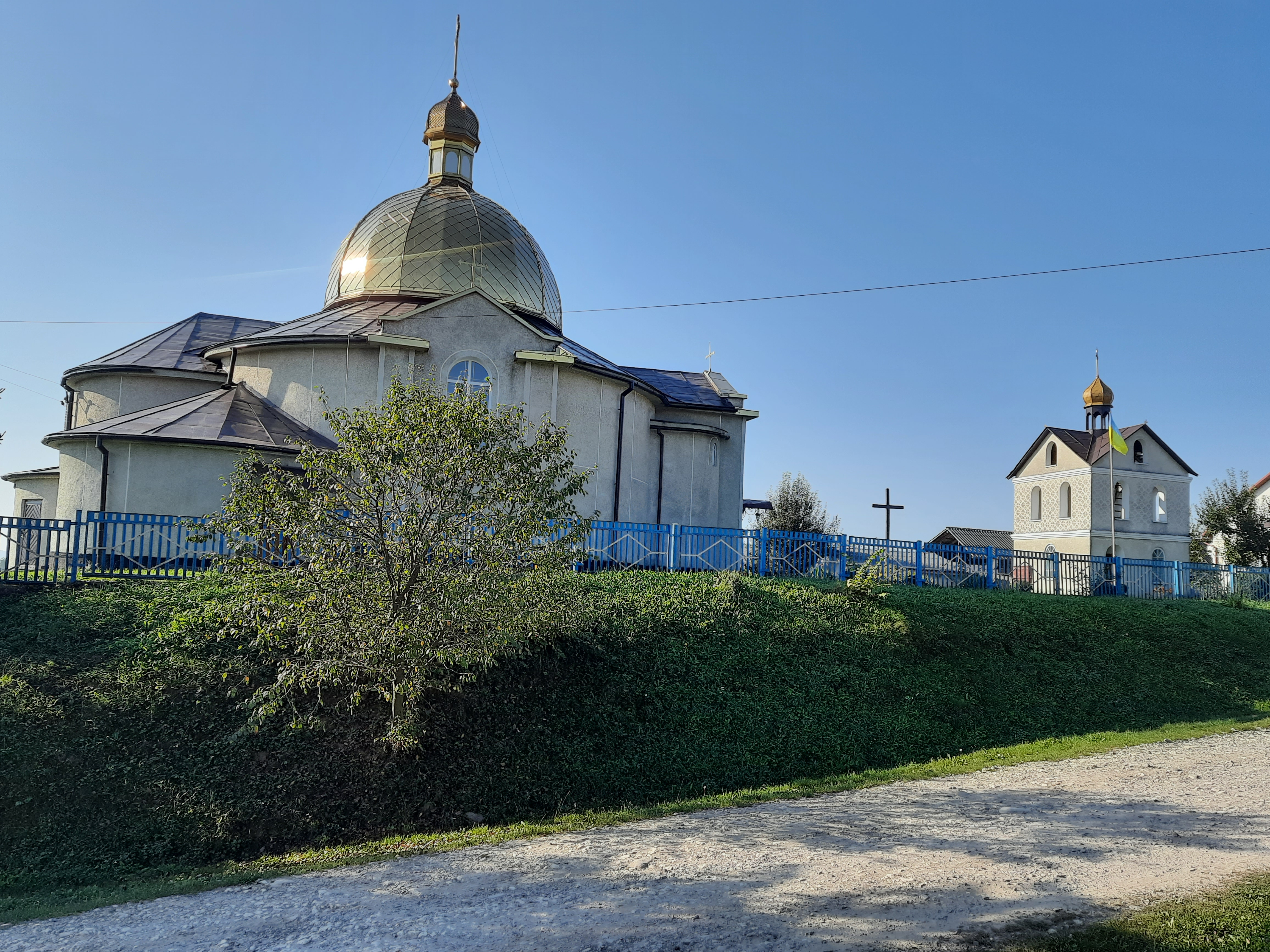
Церква Святого Юрія
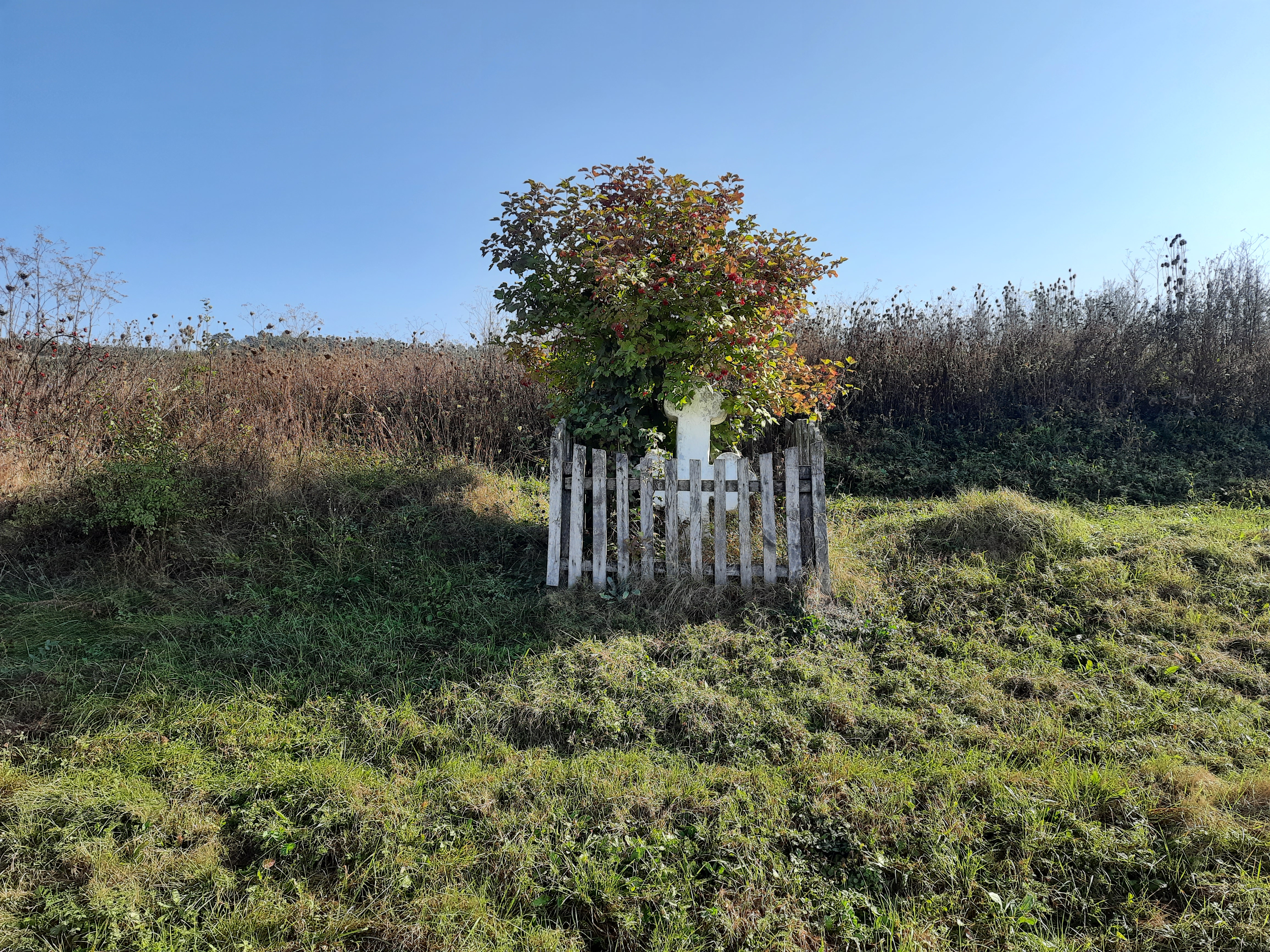
Пам'ятний хрест на околиці села
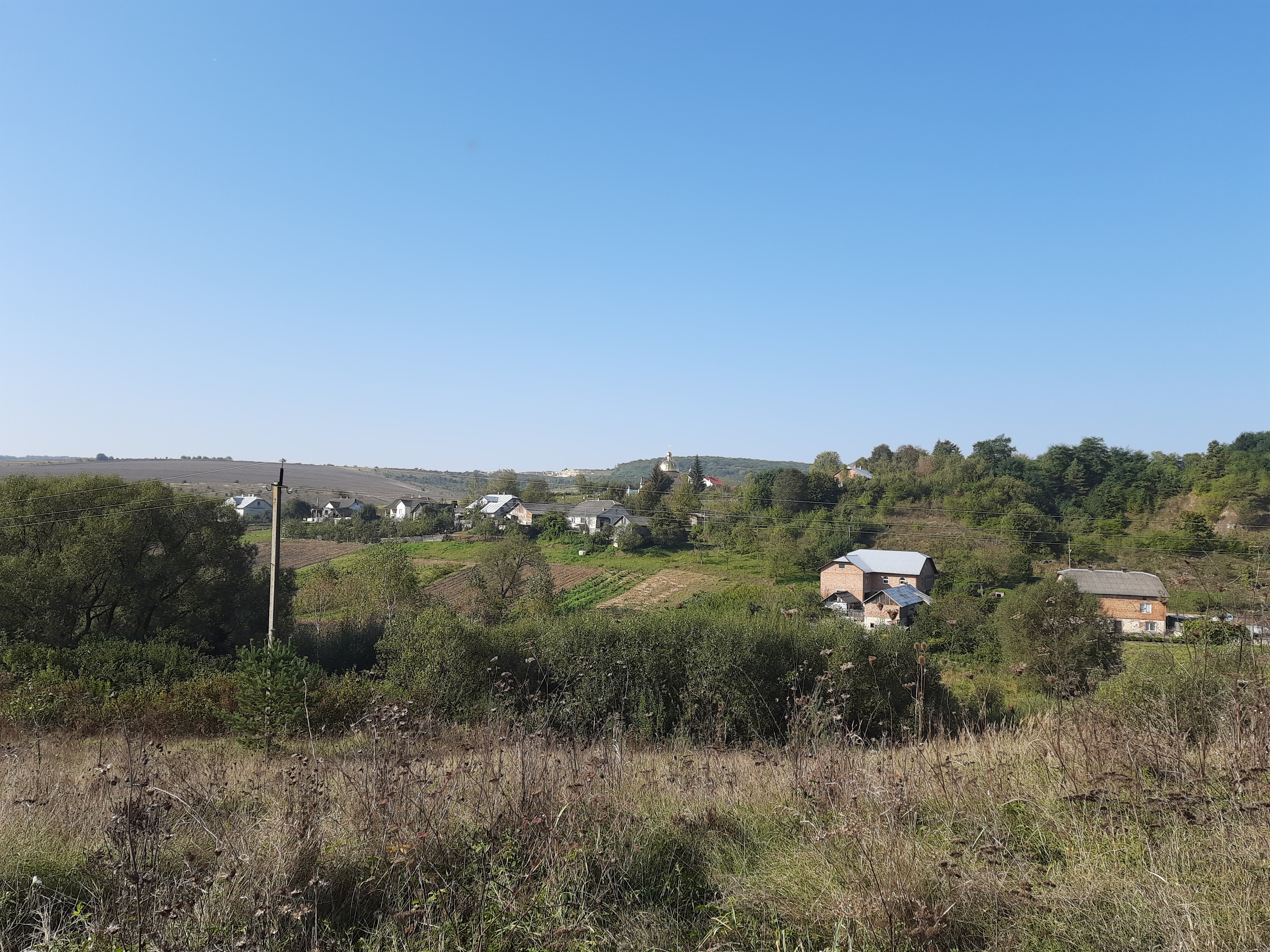
Сільський пейзаж
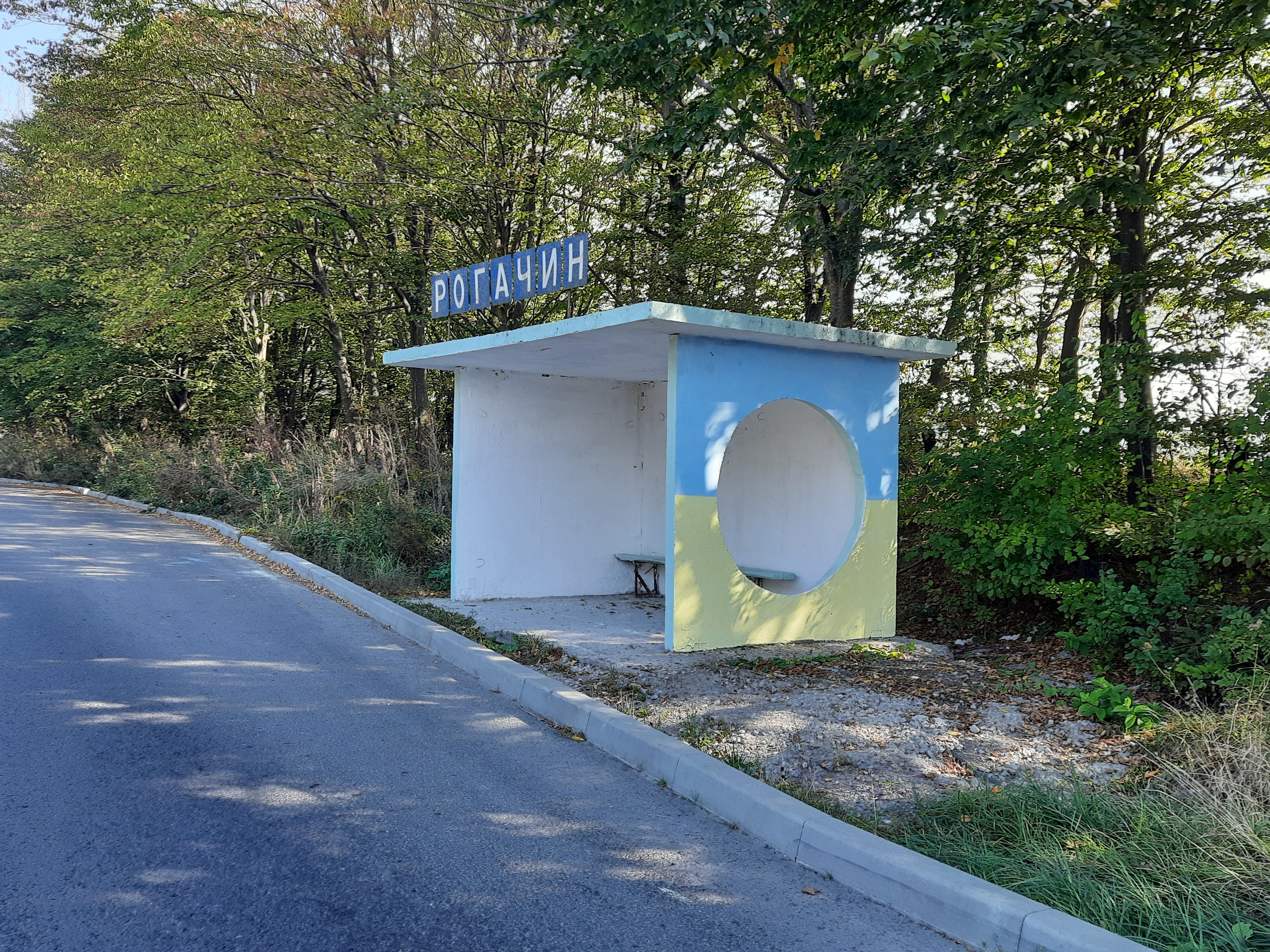
Автобусна зупинка